# Philippine Aeckerlin
Philippine Jacqueline Aeckerlin (Schiebroek, 13 oktober 1935) is een Nederlandse actrice.
Ze startte haar carrière in de musical Oh Venus. Ze zat twee seizoenen bij het ABC Cabaret van Wim Kan en speelde ook mee in de Sleeswijk revue. Ze beperkte zich daarna tot de studio.
Aeckerlin is te horen in veel hoorspelen en televisieamusement, zoals Scherzo, Inclusief en Blijf er niet voor thuis. Ze sprak onder andere de stem in van Woef Hektor in De Woefs en de Lamaars en De Fabeltjeskrant. In het begin van de jaren zeventig koos zij een ander werkterrein. 
Zij was gehuwd met balletfotograaf Hans van den Busken (1935-2017) en later met de kunstenaar Ton Ellemers (1939–1999).

## Bron
- Biografie op Theaterencyclopedie.nl